# Edwin Plimpton Adams
Edwin Plimpton Adams (Praga, 23 de janeiro de 1878 — Princeton, 31 de dezembro de 1956) foi um físico estadunidense. Clinton Davisson frequentou suas aulas na universidade.